# Gilda de Melo e Sousa
Gilda Rocha de Mello e Souza (São Paulo, 24 de março de 1919 - São Paulo, 25 de dezembro de 2005) foi uma filósofa, crítica literária, ensaísta e professora universitária brasileira.
Nos seus estudos sobre o vestuário, Gilda de Mello e Souza se tornou pioneira ao estudar não apenas os tecidos, mas também as roupas. Com uma abordagem voltada à moda no século XIX, Gilda analisou como o corpo, o gesto, a atitude e o gênero se relacionam com o tecido e a função que ele exerce na sociedade.

## Biografia
Nascida  em São Paulo, Gilda passou sua infância na fazenda Santa Isabel, localizada  próxima à cidade de Araraquara, no interior paulista, onde morou até seus 11 anos. Em 1930, retornou a capital com sua irmã mais velha, Gilda cursou  o secundário no Colégio Sttaford, instituição frequentada por pessoas da elite.
A terceira dos cinco filhos de Hilda e Cândido de Moraes Rocha, Gilda foi  morar com sua tia-avó, Maria Luiza de Andrade, mãe do também escritor Mário de Andrade. Gilda ingressou na Faculdade de Filosofia, Ciências e Letras da Universidade de São Paulo em 1937, bacharelando-se em Filosofia em 1940.
Em 1943, Gilda de Mello e Souza casou-se com o sociólogo Antonio Candido, seu parceiro da Revista Clima. Juntos eles tiveram três filhas: Mariana de Mello e Souza, Ana Luísa Escorel e Laura de Mello e Souza.

## Vida acadêmica
Em 1939 concluiu sua graduação em Filosofia na USP, e em 1941, já mantendo grau de bacharel e licenciatura, participou da criação da Revista Clima. Durante seu tempo na revista atuou como colaboradora na seção de ficção, onde acabou publicando 3 contos, e já no conto inaugural, recebeu criticas severas do ensaísta e sociólogo Sergio Milliet. Não demorou muito para que Gilda de Mello abandonasse a escrita ficcional, processo que ela chamaria de ´´seu primeiro ato de liberdade´´. Reivindicando seu direito de escrever sobre o que desejasse, já que até então, atuava na área ficcional porque os homens da revista, e inclusive seu primo Mario Andrade, atribuíam tal atividade as mulheres de pensamento critico, outrora vistas como ´´mulheres inconformadas´´.
Recebeu o título de Doutora em Ciências Sociais com a defesa da tese intitulada A moda no século XIX, publicada em 1950.  A tese se tornou livro 37 anos depois, com o título de O espírito das roupas - A moda no século XIX pela editora Companhia das Letras, a tornando ainda mais conhecida no campo da moda e da sociologia brasileira.
Em 1954, ela se torna encarregada da disciplina de Estética no Departamento de Filosofia da USP, departamento que seria dirigido por Gilda durante a ditadura civil-militar, entre os anos de 1969 e 1972.
Aposentou-se em 1973 e tornou- se Professora Emérita da Faculdade de Filosofia, Letras e Ciências Humanas da USP em 1999.  Gilda estudou especialmente a relação da estética das vestes e suas razões sociais, mostrando sua importância e trazendo uma perspectiva acadêmica para uma área que antes era vista como fútil. Suas considerações foram de grande contribuição para o cenário de construção da história brasileira, expandindo até mesmo as concepções sobre o modernismo brasileiro.

## Ensaísmo crítico
Ao longo de sua trajetória intelectual, Gilda de Mello e Souza se dedicou a várias áreas no campo da filosofia da estética e da sociologia, e se tornou muito reconhecida pelo seu estudo de formas na estética e na arte para compreender aspectos da sociedade. Através do gênero literário ensaio, Gilda construiu sua carreira crítica no Brasil.

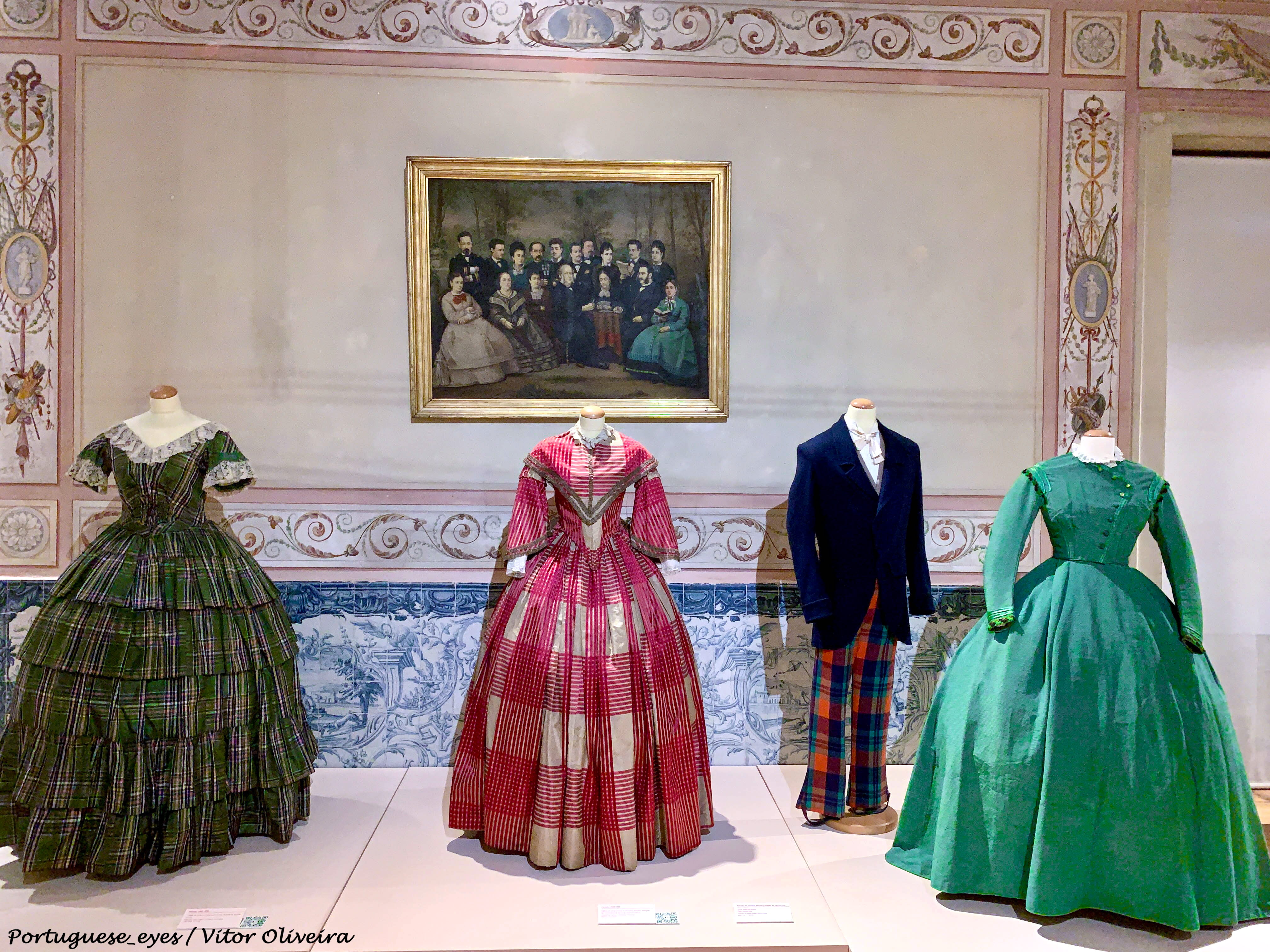
Exemplo de trajes do século XIX

Sua tese de doutorado intitulada O Espírito das Roupas - Moda no século XIX foi publicada a primeira vez em 1951 pela Revista do Museu Paulista, mas não recebeu sua devida importância, primeiro pela forma de escrita escolhida visto que o ensaio não se encaixava no rigor científico da época de lançamento, e segundo porque o tema moda não estava muito em alta entre os estudos sociológicos desta época, segundo Heloísa Pontes em seu livro "Destinos mistos: os críticos do grupo clima em São Paulo, 1940-1968", esse tema foi considerado fútil por muitos anos e na hierarquia acadêmica e científica da época a tese de Gilda estava "condenada" a derrota. O ensaio passou a receber reconhecimento em 1987, quase trinta anos depois, quando foi publicado como livro.
Bárbara Luiza Pires afirma em seu artigo "A construção do olhar de intérprete: o ensaísmo crítico de Gilda de Mello e Souza", que Gilda usa em sua tese a moda como objeto analítico e também como uma forma social e uma espécie de linguagem. O esforço crítico de Gilda em sua tese é mostrar a relação entre as formas estéticas e as formas sociais no contexto brasileiro do século XIX. Uma das estratégias utilizadas por ela foi relacionar o fictício e o real utilizando fragmentos da literatura e fotografias para exemplificar seus argumentos, mostrando que a questão social estava presente na moda em todos os âmbitos culturais. Gilda utilizou também pranchas de moda, ilustrações e pinturas, para trazer um maior embasamento aquilo que estava sendo apresentado em sua tese.
Em "O Espírito das Roupas - Moda no século XIX", Gilda consegue unir Sociologia, História, Estética e Literatura, tornando sua obra completa e grandiosa, além de conseguir desmistificar o seu objeto de estudo, a moda.

O Abaporu - Uma das pinturas mais famosas de Tarsila do Amaral

Gilda também produziu obras sobre algumas expressões artísticas, como a literatura e a pintura por exemplo. Em 1979 é publicado "O tupi e o alaúde" onde Gilda discorre sobre a obra de seu primo Mário de Andrade, "Macunaíma, o héroi sem caráter", mostrando a importância das danças e folclore brasileiro presentes em Macunaíma, assim como, destaca o jogo de oposições antiéticas presentes na narrativa sobre o que é da região e o que é estrangeiro. "O tupi e o alaúde" foi considerado pela crítica uma referência nos estudos sobre a produção de Mário de Andrade.
Em relação a pintura, é possível destacar os ensaios produzidos por Gilda num cenário de exposições em galerias e mostras coletivas que ocorreram entre 1974 e 1975. Gilda apresenta o caminho percorrido pelo processo de formação de uma pintura brasileira, em sua crítica ela mostra uma linha evolutiva desde Almeida Junior, um nos pioneiros dessa pintura com identidade brasileira, até Tarsila do Amaral com sua arte moderna já consolidada. Além de analisar e tecer críticas sobre várias telas de artistas do modernismo brasileiro.
Gilda de Mello e Souza, conseguiu em seus ensaios interpretar e fazer uma análise da moda passando por várias representações artísticas em diferentes momentos da sociedade brasileira, fazendo um exercício crítico minucioso daquilo que se propunha a analisar.

## Morte
Gilda de Mello e Souza faleceu em 25 de dezembro de 2005, aos 86 anos, após duas semanas internada no Hospital Albert Einstein. A causa de sua morte foi embolia pulmonar. O amigo, empresário e bibliófilo, José Mindlin, afirmou que a morte de Gilda representou uma "perda irreparável para a literatura".

## Legado

### Influência Filosófica e Literária
Durante sua vida, Gilda de Mello, foi sobretudo conhecida por sua forma singular de pensar. Foi uma das primeiras mulheres formadas pela  Universidade de São Paulo.Em 1954, por indicação de João Cruz Costa,  vem a ser  a primeira mulher professora do departamento de filosofia, na USP, onde  - posteriormente - funda o campo Estético filosófico; tendo importante contribuição na construção do conhecimento da história tradicional estética desse departamento.
Gilda também ficou conhecida pelos seu estudo de artes menores, que tem como objeto de análise os fenômenos cotidianos, uma arte que se expressa no cotidiano como, por exemplo, a moda - que foi um de seus objetos de investigação. Também debatia o cinema, arquitetura dos prédios de São Paulo( salões do século XIX),  as artes visuais.  Conhecida pelas produções literárias de foco nos detalhes, que é uma característica, enquanto gênero de escrita, da arte menor.
Influenciada por autores como Gabriel de Tarde, Gilda deixa inovadoramente como crítica a questão de gênero, que veio a torna-se um tema presente, na moda, no século XIX e é através dessas observações que Gilda traça e embasa sua criticidade. Gilda transpôs tabus de gênero em seus estudos, pois acreditava-se que o destino da mulher era escrever ficção, o próprio Mário de Andrade achava que Gilda se sairia bem nesse gênero literário e Gilda, de fato, publicou três contos na revista clima, onde recebeu uma crítica negativa  de Sérgio Milliet. Mesmo a ficção sendo o caminho para as mulheres, ditado pelos homens, Gilda não se conformou e abandonou, não totalmente, a ficção. Seguiu um caminho mais acadêmico de escrita, universitário onde a predominância era masculina.. Seu nome foi dado ao centro acadêmico do curso de têxtil e moda da USP, o que mostra sua enorme relevância e êxito, através de sua interdisciplinaridade, interligando  o estudo literário, filosófico e outras expressões artísticas, dando a filosofia uma nova roupagem - um novo meio de se analisar - filosoficamente - onde a especialidade é o todo.

### Modismo
Gilda de Mello é precursora no estudo da moda. O pesquisador em filosofia e teoria da moda Brunno Almeida Maia disse: " a moda é uma história das formas porque modifica a concepção do nosso corpo (...) a percepção das formas é o que faz a passagem do estético ao social em Gilda".  Gilda deixa, através de obras como o espírito das roupas: a moda no século XIX -  publicada em 1987 - e a moda no século XIX: ensaio de sociologia estética, publicado em 1959,  uma perspectiva crítica pioneira para se analisar as roupas  e como elas se relacionam com a época e vivência particular de cada indivíduo, deixando como perspectiva o olhar crítico para moda como um fato social e cultural. Gilda introduz ousadamente a concepção de se pensar e questionar a relevância e contribuição estética filosófica para compreensão social.

### Reconhecimento e contribuição material
Gilda de Mello em 1964, apesar das perseguições sofridas por conta do golpe militar, aceitou corajosamente, em 1969,  a chefia do departamento de filosofia e ficou até, 1979, o fim de sua aposentadoria (1979).  Apesar de estar enfrentando restrições , não desistiu e defendeu, de maneira corajosa mediante a ataques da ditadura civil-militar, o departamento de filosofia da USP. Durante o regime militar, em 1970, Gilda dá nascimento a Revista Discurso, que publica até hoje; revista, inclusive, em que Gilda publicava artigos e ensaios. Gilda de Mello  publicava, também, regulamente numa revista em que fez parte, em 1941, do grupo responsável por fundar: a revista clima 
Em 1981, Gilda conquista um Prêmio Jabuti na categoria "Estudos Literários (Ensaios)" com sua obra Exercício de leitura. E em 1999, recebe o título de professora emérita da FFLCH ( faculdade de filosofia, letras e ciências sociais) da universidade de São Paulo.

## Críticas Literárias e Ensaios
- Exercício de leitura - 1ªed. 1980 / 2ªed. 2009
- O Tupi e o alaúde: uma interpretação de Macunaíma - 1979
- O espírito das roupas: a moda no século XIX - 1987
- Os melhores poemas de Mário de Andrade (seleção e apresentação) - 1988
- A ideia e o figurado - 2005